# Philip H. Bucksbaum
Philip H. Bucksbaum (Grinnell, 14 de enero de 1953) es un físico atómico estadounidense. Se desempeña como profesor de ciencias naturales en los departamentos de física, física aplicada y ciencia de fotones de la Universidad Stanford y el SLAC National Accelerator Laboratory. También dirige el Instituto Stanford PULSE.
Es miembro de la Academia Nacional de Ciencias, la Academia Estadounidense de Artes y Ciencias, la Sociedad Estadounidense de Física y la Sociedad Óptica, siendo elegido presidente de esta última en 2014. Dentro de su investigación se encuentra el desarrollo y utilizamiento de láseres de campo potentes ultrarrápidos para estudiar interacciones atómicas y moleculares fundamentales. En 2020, recibió el Premio Norman F. Ramsey en Física Atómica, Molecular y Óptica, y en Pruebas de Precisión de Leyes y Simetrías Fundamentales por sus exploraciones pioneras de la física de campos fuertes ultrarrápidos desde el régimen óptico hasta el de rayos X.

## Biografía

### Primeros años
Pasó su primera infancia en Grinnell, una pequeña comunidad agrícola y universitaria en el centro-sur de Iowa. En 1971 se graduó como el mejor estudiante de su clase en la Washington High School en Cedar Rapids. Un año más tarde recibió una licenciatura en física por la Universidad de Harvard. Asistió a la escuela de posgrado en la Universidad de California en Berkeley y recibió su doctorado en 1980.

### Carrera
Después de un nombramiento postdoctoral de un año en el Laboratorio Lawrence Berkeley, se unió a los Laboratorios Bell Telephone, donde permaneció hasta que la Universidad de Columbia lo nombró profesor asociado adjunto en física aplicada en 1989. En 1990 se mudó a Ann Arbor, Míchigan, para aceptar una cátedra de física en la Universidad de Míchigan. Se convirtió en profesor colegiado de física Otto Laporte en 1997 y profesor Peter Franken en 2005.
Se unió a la Universidad Stanford en 2005, con nombramientos conjuntos en física, física Aplicada y ciencia de fotones. Fue nombrado miembro de la cátedra Marguerite Blake Wilbur de ciencias naturales en Stanford en 2009, y actualmente dirige el Instituto PULSE en Stanford y SLAC.

### Investigación
Su investigación de posgrado en Berkeley se centró en la interacción débil neutra no conservante de paridad en el talio atómico. Fue coautor de un libro de texto sobre el tema más amplio de las interacciones electrodébiles después de completar su tesis doctoral.
En los Bell Labs se interesó en las interacciones láser-materia de campo fuerte y ultrarrápidas. Durante un tiempo, co-mantuvo el récord de radiación coherente de longitud de onda más corta producida en el laboratorio. Formó parte del equipo que utilizó métodos similares para desarrollar los primeros métodos de fotoemisión vuv ultrarrápidos con resolución de ángulo. En 1985 se dedicó al estudio de la ionización de átomos en campo fuerte. Sus primeros trabajos sobre la ionización de átomos por encima del umbral establecieron el papel de las fuerzas ponderomotrices en las interacciones láser-electrón a través de estudios de navegación de electrones en pulsos láser ultrarrápidos, así como el efecto Kapitsa-Dirac de alta intensidad. También descubrió y explicó el mecanismo de ablandamiento de enlaces en la disociación molecular de campo fuerte. Su desarrollo pionero de la radiación THz coherente de banda ancha (los llamados "pulsos de medio ciclo") ayudó a avanzar en el campo de la espectroscopia THz ultrarrápida. Posteriormente ha utilizado láseres ultrarrápidos para estudiar problemas de escultura cuántica, información cuántica, y control coherente de la dinámica atómica y molecular.
Ayudó a establecer el nuevo campo de la ciencia de rayos X ultrarrápidos en sus primeros trabajos en la Fuente Avanzada de Fotones del Laboratorio Nacional Argonne y, más recientemente, en la física de átomos de rayos X coherentes de campo fuerte en láseres de electrones libres de rayos X.

### Servicio profesional
Sirvió durante períodos en la junta ejecutiva de la Sociedad Estadounidense de Física, la junta directiva de la Sociedad Óptica y la junta de física y astronomía de la Academia Nacional de Ciencias, así como en su Comité de Ciencias AMO (CAMOS). Presidió su estudio de calcomanías en AMO Science en 2010. Ha sido miembro de los comités asesores de la División de Ciencias Energéticas Básicas del Departamento de Energía (BESAC), el NIST (Comité de Física), la Fundación Nacional de Ciencias y los Comités Asesores Científicos para la Fuente de Luz Avanzada del Laboratorio Nacional de Berkeley, el Advanced Photon Source en el Laboratorio Nacional Argonne y el Linac Coherent Light Source en el Laboratorio Nacional del Acelerador SLAC.
Fue presidente de la Sociedad Óptica Estadounidense en 2014.
Ha formado parte del consejo editorial de Physical Review Letters y fue el editor fundador del American Institute of Physics Virtual Journal of Ultrafast Science. En Stanford y SLAC, se desempeñó como presidente de la facultad de ciencias fotónicas y director de la división de ciencias químicas.

## Publicaciones seleccionadas
- Bucksbaum, P.; Bashkansky, M.; Mcilrath, T. (1987). «Scattering of electrons by intense coherent light». Physical Review Letters 58 (4): 349-352. Bibcode:1987PhRvL..58..349B. PMID 10034911. doi:10.1103/physrevlett.58.349.
- Weinacht, T.; Ahn, J.; Bucksbaum, P. (1999). «Controlling the shape of a quantum wavefunction». Nature 397 (6716): 233-235. Bibcode:1999Natur.397..233W. doi:10.1038/16654.
- Bucksbaum, P.; Zavriyev, A.; Muller, H.; Schumacher, D. (1990). «Softening of the H2+ molecular bond in intense laser fields». Physical Review Letters 64 (16): 1883-1886. Bibcode:1990PhRvL..64.1883B. PMID 10041519. doi:10.1103/physrevlett.64.1883.
- Information storage and retrieval through quantum phase, Ahn J., T. Weinacht & P. Bucksbaum, 2000. Science, 287, 463–465.[29]
- Cavalieri, A.; Fritz, D.; Lee, S.; Bucksbaum, P.; Reis, D.; Rudati, J.; Mills, D.; Fuoss, P. H. et al. (2005). «Clocking femtosecond x rays». Physical Review Letters 94 (11): 114801. Bibcode:2005PhRvL..94k4801C. PMID 15903864. doi:10.1103/PhysRevLett.94.114801.
- Freeman, R.; Bucksbaum, P.; Milchberg, H.; Darac, S.; Schumacher, D.; Geusic, M. (1987). «Above-threshold ionization with subpicosecond laser pulses». Physical Review Letters 59 (10): 1092-1095. Bibcode:1987PhRvL..59.1092F. PMID 10035138. doi:10.1103/physrevlett.59.1092.
- Jones, R.; You, D.; Bucksbaum, P. (1993). «abstract Ionization or Rydberg atoms by subpicosecond half-cycle electromagnetic pulses». Physical Review Letters 70 (9): 1236-1239. PMID 10054325. doi:10.1103/physrevlett.70.1236.
- Reis, D.; Decamp, M.; Bucksbaum, P.; Clarke, R.; Dufresne, E.; Hertlein, M.; Merlin, R.; Falcone, R. et al. (2001). «Probing impulsive strain propagation with x-ray pulses». Physical Review Letters 86 (14): 3072-3075. Bibcode:2001PhRvL..86.3072R. PMID 11290110. arXiv:cond-mat/0102179. doi:10.1103/physrevlett.86.3072.
- Schumacher, D.; Weihe, F.; Muller, H.; Bucksbaum, P. (1994). «Phase dependence of intense field ionization – a study using 2 colors». Physical Review Letters 73 (10): 1344-1347. Bibcode:1994PhRvL..73.1344S. PMID 10056769. doi:10.1103/physrevlett.73.1344.
- Weinacht, T.; Ahn, J.; Bucksbaum, P. (1998). «Measurement of the amplitude and phase of a sculpted Rydberg wave packet». Physical Review Letters 80 (25): 5508-5511. Bibcode:1998PhRvL..80.5508W. doi:10.1103/physrevlett.80.5508.